# Mikuláš Konopka
Mikuláš Konopka (* 23. ledna 1979, Rimavská Sobota) je bývalý slovenský atlet, reprezentant ve vrhu koulí.
Je to bývalý juniorský mistr světa a dvojnásobný mistr Evropy do 23 let. V roce 2002 skončil třetí na halovém ME ve Vídni, po pozitivním dopingovém testu mu byla medaile odebrána. V roce 2007 se výkonem 21,57 metru stal halovým mistrem Evropy. V roce 2008 byl znovu pozitivně dopingově testován při mimosoutěžním dopingovém testu a Slovenský atletický svaz mu následně zakázal doživotně další závodní činnost.
Jeho bratr Miloslav se rovněž věnoval atletice (hod kladivem).

## Úspěchy
- 2. na MEJ 1997
- 1. na MSJ 1998
- 1. na ME do 23 let 1999
- 1. na ME do 23 let 2001
- 10. na LOH 2004 v Aténách
- 6. na halovém ME 2005
- 11. na MS 2005
- 9. na halovém MS 2006
- 1. na halovém ME 2007